# Edwin Corning

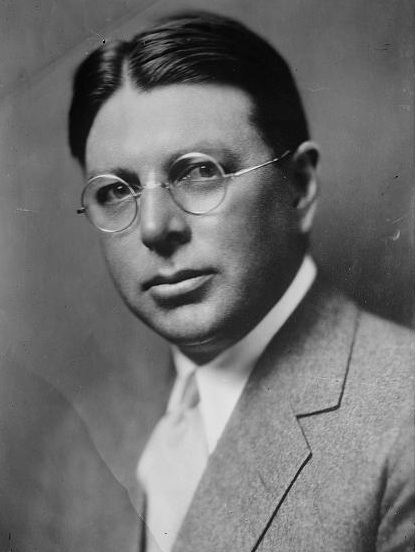
Edwin Corning

Edwin Corning (* 30. September 1883 in Albany, New York; † 7. August 1934 in Bar Harbor, Hancock County, Maine) war ein US-amerikanischer Geschäftsmann und Politiker der demokratischen Partei.

## Werdegang
Edwin Corning besuchte die Albany Academy und Groton School. Anschließend graduierte er 1906 mit einem Bachelor of Arts an der Yale University. Danach fing er bei der Ludlum Steel Company in Watervliet an zu arbeiten, wo er 1910 Präsident wurde.
Corning entschied sich auch eine politische Laufbahn zu verfolgen, als er 1924 als Präsidentschaftswahlmann tätig war. Danach hatte er zwischen 1926 und 1928 den Vorsitz über das New York State Democratic Committee. Während dieser Zeit war er zwischen 1927 und 1928 Vizegouverneur von New York. Als Alfred E. Smith sich 1928 aufmachte, um für das Amt des US-Präsidenten zu kandidieren, ersuchten die Demokraten Corning für das Amt des Gouverneurs von New York zu kandidieren, jedoch lehnte er wegen seines schlechten Gesundheitszustands ab.
Corning starb 1934 auf dem Operationstisch während einer zweiten Beinamputation, was die Folge von Wundbrand ausgelöst durch Diabetes war. Er wurde auf dem Albany Rural Cemetery in Menands (New York) beigesetzt.

## Familie
Edwin Corning war der Enkel der US-Abgeordneten Erastus Corning (1794–1872) und Amasa J. Parker. Er heiratete am 25. November 1908 Louise Maxwell. Das Paar hatte vier gemeinsame Kinder: Erastus Corning III. (1909–1983), Louise Corning, Harriet Corning und Edwin Corning, Jr. (* 1919).